# Balon

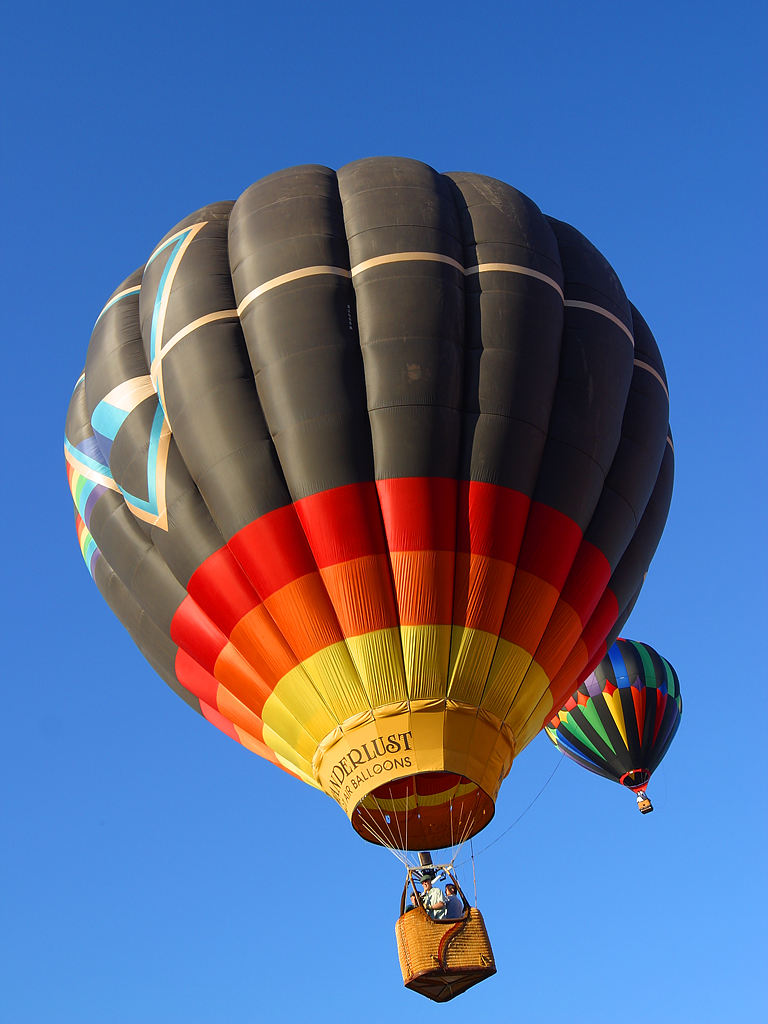
Balon cu aer cald

Balonul este un aerostat, format dintr-o învelitoare de formă sferică, impermeabilă, cu interiorul umplut cu aer cald sau gaze mai ușoare decât aerul (de exemplu cu heliu sau hidrogen).  Învelitorii balonului de obicei i se atașază o nacelă.
Învelitoarea balonului poate fi închisă ermetic, cazul baloanelor sub presiune, sau poate fi prevăzută la partea inferioară cu o deschidere (prin care gazul nu poate ieși, gazul fiind mai ușor decât aerul).
Baloanele se mai numeau aerostate, astăzi ele sunt considerate o categorie din grupa mare a aerostatelor, pe lângă grupa dirijabilelor.

## Funcționare
Aerul cald (sau gazul) care umple învelișul impermeabil al balonului creează, conform principiului lui Arhimede, o forță ascensională care poate fi redată de expresia:
{\displaystyle F=1,3~g/l\cdot 9.81~N/kg\cdot 60~l=0,8~N}
Pentru ca balonul să se ridice de la pământ sau să urce în atmosferă, această forță ascensională trebuie să fie mai mare decât suma greutăților componentelor balonului (nacelă, balast, învelitoare și încărcătură utilă).
În cazul baloanelor cu gaz, astăzi, se folosește de obicei amestecul de heliu cu aer, în loc de amestecul hidrogen cu aer.  Dintre motivele pentru care se face această alegere, două sunt următoarele: masa unui metru cub de hidrogen este de 1,203 kg, comparativ cu doar 1,114 kg pentru heliu, iar în plus, de la accidentul dirijabilului german LZ 129 Hindenburg, hidrogenul (flamabil) a căpătat o reputație nefavorabilă.

## Istoric

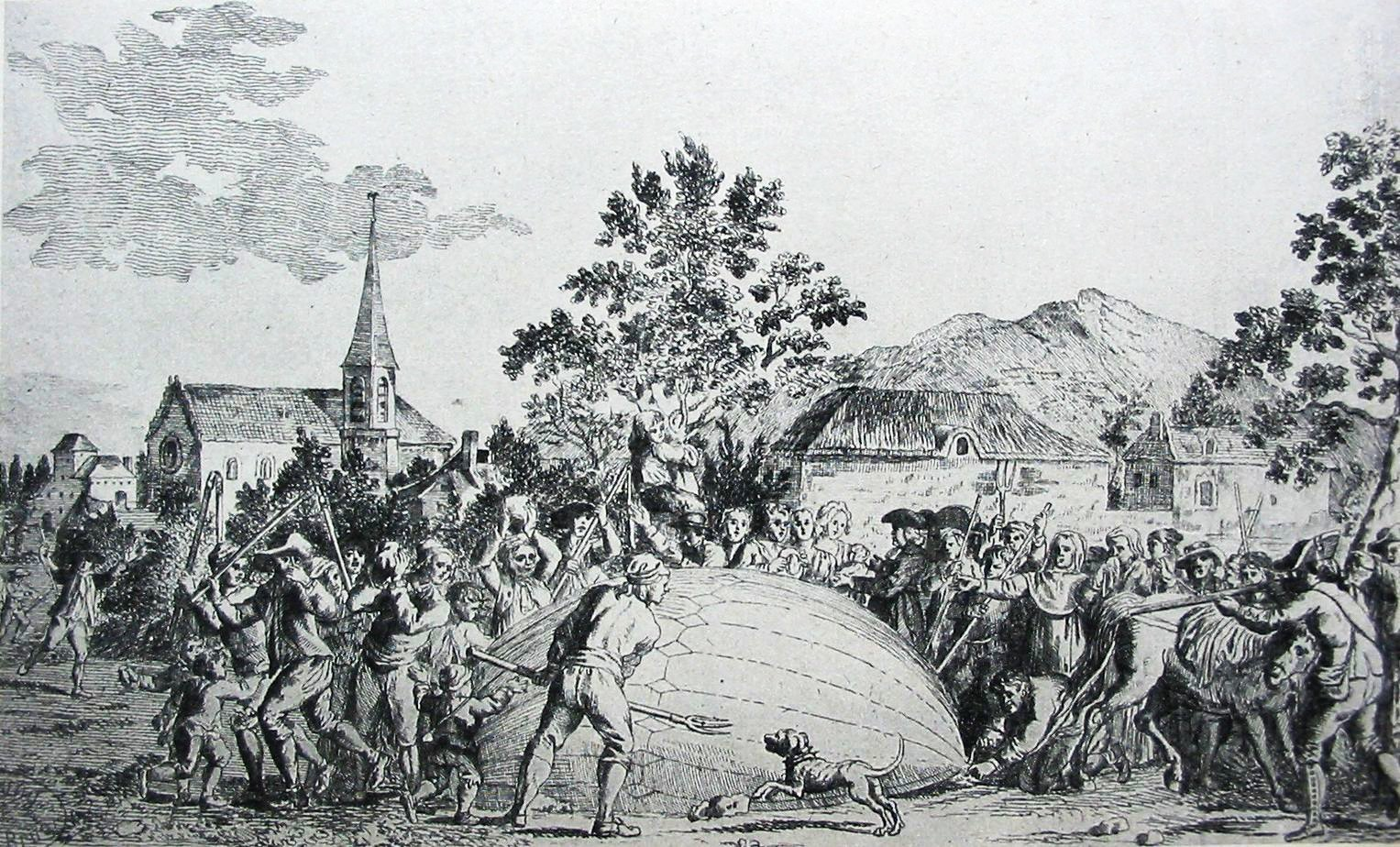
Balonul cu hidrogen al prof. Charles atacat de mulţime

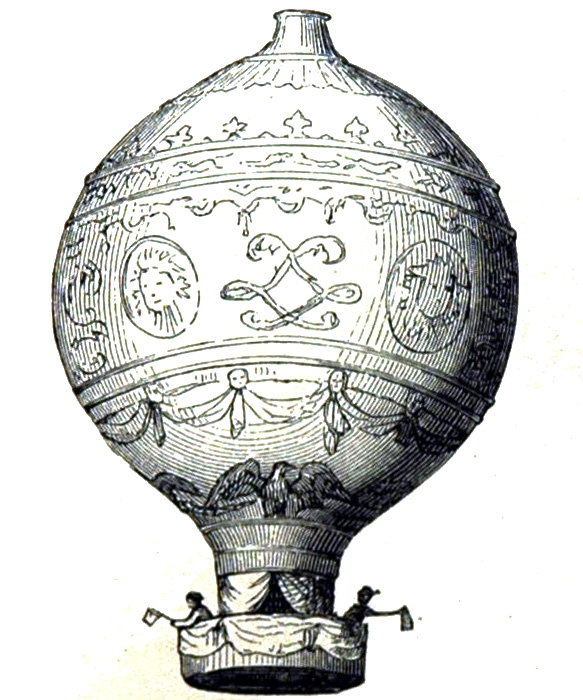
Montgolfière

Unul din primii pioneri ai zborului cu balonul a fost fizicianul francez Jacques Charles.  Acesta a experimentat diferite amestecuri de gaze, reușind la 1 decembrie 1783 să efectueze în Paris un zbor cu un balon umplut cu gaz.
În același an, la data de 4 iunie Joseph-Michel și Jacques-Étienne Montgolfier zboară cu primul balon cu aer cald din lume.
În 1784 Johann Andreas von Traitteur experimentează cu un balon cu aer cald, iar James Glaisher și Henry Tracey Coxwell ating înălțimea de 9.000 de metri de cu un balon al Institutului de metereologie din Greenwich.  În timpul zborului ambii își pierd cunoștința, neavând echipamentul necesar pentru această înălțime, dar au noroc căci balonul a coborât și ambii au scăpat cu viață.
Înălțimea cea mai mare într-o nacelă deschisă, 11.300 m, a fost stabilită de Alexander Dahl, care cu această ocazie, reușește să fotografieze în infraroșu curbura lunii.  Acest zbor a fost făcut împreună cu meteorologii Dr. Galbas și Popp, la 31 august 1933, într-un balon special botezat „Bartsch v. Sigsfeld“.  Acest record al zborului cu o nacelă deschisă n-a fost doborât până în zilele noastre.
Fizicianul Auguste Piccard, în 1932 zboară pentru prima oară cu balonul echipat o cabină etanșă, atingând 16.201 m (măsurătoare după presiunea atmosferică) și 16.940 m (măsurători geometrice).
Recordul de înălțime îl dețin Malcolm D. Ross și Victor E. Prather, care în 1961 deasupra Golfului Mexic ating 34.668 m înălțime.
Recordul mondial al balonului fără echipaj este înscris în  Guinness-Book în anul 1991 și este de 51,8 kilometri.  A fost stabilit de un balon Winzen cu un volum de 1,35 milioane m3, fiind lansat în octombrie 1972 in Chico, California, Statele Unite.  Această înălțime a fost depășită doar de rachete.
Sondele spațiale sovietice „Vega 1” și „Vega 2” lansează în 1984 două baloane metereologice în atmosfera planetei Venus care au putut fi urmărite timp de două zile de pe sondă.

## Utilizare
Baloanele pot fi utilizate ca: jucării pentru copii, în scop decorativ, servicii poștale, pentru reclamă, baloane solare (azi folosit ca jucărie), purtătoare de surse luminoase, purtătoare de aparate fotografice sau camere de filmat, baloane metereologice (care transportă instrumente de măsură), baloane cu aer cald cu transport de persoane (turism, agrement), spionaj, purtătoare de bombe (în domeniul militar).